# Campeonato Mundial de Atletismo em Pista Coberta de 2014 - 60 m masculino
A prova dos 60 metros masculino do Campeonato Mundial de Atletismo em Pista Coberta de 2014 foi disputada entre 7 e 8 de março na Ergo Arena em Sopot, na Polônia.

## Recordes
Antes desta competição, os recordes mundiais e do campeonato nesta prova eram os seguintes:
|    | Nome           | Nacionalidade  | Tempo | Local                                  | Data                                      |
| -- | -------------- | -------------- | ----- | -------------------------------------- | ----------------------------------------- |
| WR | Maurice Greene | Estados Unidos | 6s 39 | Madri, Espanha Atlanta, Estados Unidos | 3 de fevereiro de 1998 3 de março de 2001 |
| CR | Maurice Greene | Estados Unidos | 6s 42 | Maebashi, Japão                        | 6 de março de 1999                        |

## Medalhistas
| Ouro                | Prata              | Bronze             |
| Richard Kilty (GBR) | Marvin Bracy (USA) | Femi Ogunode (QAT) |

## Cronograma
| Data       | Hora  | Evento        |
| ---------- | ----- | ------------- |
| 7 de março | 18:35 | Eliminatórias |
| 8 de março | 18:30 | Semifinal     |
| 8 de março | 21:00 | Final         |

## Resultados

### Eliminatórias
Qualificação: 3 atletas de cada bateria  (Q) mais os  6 melhores qualificados (q).
| Colocação | Bateria | Atleta                    | Nacionalidade                   | Tempo | Notas |
| --------- | ------- | ------------------------- | ------------------------------- | ----- | ----- |
| 1.        | 4       | Richard Kilty             | Reino Unido                     | 6,53  | Q, PB |
| 2.        | 5       | Lucas Jakubczyk           | Alemanha                        | 6,57  | Q     |
| 2.        | 6       | Dwain Chambers            | Reino Unido                     | 6,57  | Q     |
| 4.        | 5       | Dariusz Kuć               | Polónia                         | 6,58  | Q, PB |
| 4.        | 4       | Reza Ghasemi              | Irão                            | 6,58  | Q, NR |
| 4.        | 4       | Nesta Carter              | Jamaica                         | 6,58  | Q     |
| 4.        | 2       | Su Bingtian               | China                           | 6,58  | Q     |
| 8.        | 1       | Gerald Phiri              | Zâmbia                          | 6,59  | Q     |
| 8.        | 1       | Kimmari Roach             | Jamaica                         | 6,59  | Q, PB |
| 8.        | 3       | Jason Rogers              | São Cristóvão e Neves           | 6,59  | Q     |
| 11.       | 1       | Marvin Bracy              | Estados Unidos                  | 6,60  | Q     |
| 12.       | 3       | Warren Fraser             | Bahamas                         | 6,61  | Q     |
| 13.       | 6       | Adam Harris               | Guiana                          | 6,62  | Q     |
| 14.       | 6       | Gavin Smellie             | Canadá                          | 6,63  | Q     |
| 14.       | 6       | Brijesh Lawrence          | São Cristóvão e Neves           | 6,63  | q     |
| 14.       | 5       | Femi Ogunode              | Catar                           | 6,63  | Q     |
| 17.       | 6       | Gabriel Mvumvure          | Zimbabwe                        | 6,64  | q, PB |
| 18.       | 3       | Zhang Peimeng             | China                           | 6,65  | Q, SB |
| 18.       | 2       | Yoshihide Kiryū           | Japão                           | 6,65  | Q     |
| 20.       | 1       | Fabio Cerutti             | Itália                          | 6,67  | q     |
| 21.       | 2       | Trell Kimmons             | Estados Unidos                  | 6,68  | Q     |
| 22.       | 2       | Hassan Taftian            | Irão                            | 6,69  | q, PB |
| 22.       | 4       | Barakat Mubarak Al-Harthi | Omã                             | 6,69  | q, SB |
| 22.       | 3       | Remigiusz Olszewski       | Polónia                         | 6,69  | q     |
| 22.       | 4       | Samuel Francis            | Catar                           | 6,69  |       |
| 22.       | 5       | Adrian Griffith           | Bahamas                         | 6,69  |       |
| 27.       | 2       | Adam Zavacký              | Eslováquia                      | 6,71  |       |
| 27.       | 2       | Odain Rose                | Suécia                          | 6,71  |       |
| 29.       | 1       | Tom Kling-Baptiste        | Suécia                          | 6,72  |       |
| 30.       | 3       | T.J. Lawrence             | Canadá                          | 6,74  |       |
| 31.       | 4       | Calvin Kang Li Loong      | Singapura                       | 6,75  | PB    |
| 32.       | 5       | Rolando Palacios          | Honduras                        | 6,78  | SB    |
| 33.       | 5       | Paul Williams             | Granada                         | 6,82  |       |
| 34.       | 1       | Sibusiso Matsenjwa        | Essuatíni                       | 6,88  | NR    |
| 35.       | 1       | Jean Thierie Ferdinand    | Ilhas Maurícias                 | 6,98  | PB    |
| 36.       | 6       | Riste Pandew              | Macedônia do Norte              | 7,00  |       |
| 37.       | 2       | Cristian Leguizamón       | Paraguai                        | 7,02  | PB    |
| 38.       | 6       | Faresa Kapisi             | Samoa Americana                 | 7,14  | NR    |
| 39.       | 4       | Benjamín Véliz            | Nicarágua                       | 7,27  | NR    |
| 40.       | 3       | Gregory Bradai            | Polinésia Francesa              | 7,30  | PB    |
| 41.       | 5       | Ddoyd Brown               | Aruba                           | 7,47  | PB    |
| 42.       | 3       | Yonder Namelo             | Estados Federados da Micronésia | 7,56  | PB    |
| 43.       | 4       | Jamodre Lalita            | Ilhas Marshall                  | 7,72  | PB    |
| 44 !      | 3       | Solomon Bockarie          | Serra Leoa                      | DNS   |       |

### Semifinal
Qualificação: classificaram-se  os 2 melhores de cada bateria (Q) mais 2 melhores colocados  (q). 
| Colocação | Bateria | Atleta                    | Nacionalidade         | Tempo | Notas |
| --------- | ------- | ------------------------- | --------------------- | ----- | ----- |
| 1.        | 1       | Nesta Carter              | Jamaica               | 6,50  | Q, SB |
| 2.        | 1       | Richard Kilty             | Reino Unido           | 6,52  | Q, PB |
| 2.        | 3       | Marvin Bracy              | Estados Unidos        | 6,52  | Q     |
| 4.        | 2       | Femi Ogunode              | Catar                 | 6,55  | Q     |
| 4.        | 2       | Kimmari Roach             | Jamaica               | 6,55  | Q, PB |
| 6.        | 2       | Su Bingtian               | China                 | 6,57  | q, SB |
| 6.        | 3       | Gerald Phiri              | Zâmbia                | 6,57  | Q, NR |
| 8.        | 2       | Dwain Chambers            | Reino Unido           | 6,58  | q     |
| 9.        | 2       | Warren Fraser             | Bahamas               | 6,59  |       |
| 9.        | 3       | Adam Harris               | Guiana                | 6,59  |       |
| 11.       | 3       | Lucas Jakubczyk           | Predefinição:Państwo  | 6,60  |       |
| 11.       | 3       | Dariusz Kuć               | Polónia               | 6,60  |       |
| 11.       | 1       | Gabriel Mvumvure          | Zimbabwe              | 6,60  | NR    |
| 14.       | 1       | Trell Kimmons             | Estados Unidos        | 6,62  |       |
| 14.       | 1       | Jason Rogers              | São Cristóvão e Neves | 6,62  |       |
| 14.       | 1       | Yoshihide Kiryū           | Japão                 | 6,62  |       |
| 14.       | 1       | Reza Ghasemi              | Irão                  | 6,62  |       |
| 18.       | 1       | Remigiusz Olszewski       | Polónia               | 6,66  |       |
| 19.       | 2       | Hassan Taftian            | Irão                  | 6,67  | PB    |
| 20.       | 3       | Brijesh Lawrence          | São Cristóvão e Neves | 6,68  |       |
| 20.       | 3       | Barakat Mubarak Al-Harthi | Omã                   | 6,68  | SB    |
| 22.       | 3       | Zhang Peimeng             | China                 | 6,70  |       |
| 23.       | 2       | Fabio Cerutti             | Itália                | 6,71  |       |
| 24.       | 2       | Gavin Smellie             | Canadá                | 6,74  |       |

### Final
A final ocorreu dia 8 de março.
| Colocação         | Atleta         | Nacionalidade  | Tempo | Notas |
| ----------------- | -------------- | -------------- | ----- | ----- |
| Medalha de ouro   | Richard Kilty  | Reino Unido    | 6,49  | PB    |
| Medalha de prata  | Marvin Bracy   | Estados Unidos | 6,51  |       |
| Medalha de bronze | Femi Ogunode   | Catar          | 6,52  |       |
| 4.                | Su Bingtian    | China          | 6,52  | NR    |
| 5.                | Gerald Phiri   | Zâmbia         | 6,52  | NR    |
| 6.                | Dwain Chambers | Reino Unido    | 6,53  |       |
| 7.                | Nesta Carter   | Jamaica        | 6,57  |       |
| 8.                | Kimmari Roach  | Jamaica        | 6,58  |       |

Legenda
| Recorde mundial       | Recorde mundial (World record)               |                       | Recorde africano                      | Recorde africano (African) |                                           | Q | Classificado por posição (Qualified) |
| Recorde do campeonato | Recorde do campeonato (Championship record)  | Recorde da América    | Recorde da América (Americas)         | q                          | Classificado por melhor tempo (Qualified) |   |                                      |
| Melhor marca do ano   | Melhor marca do ano (World leading)          | Recorde asiático      | Recorde asiático (Asian)              | DNS                        | Não largou (Did not start)                |   |                                      |
| Recorde nacional      | Recorde nacional (National record)           | Recorde europeu       | Recorde europeu (European)            | DNF                        | Não terminou (Did not finish)             |   |                                      |
| Recorde pessoal       | Recorde pessoal do atleta (Personal best)    | Recorde da Oceania    | Recorde da Oceania (Oceania)          | DSQ / DQ                   | Desclassificado (Disqualified)            |   |                                      |
| Recorde da temporada  | Recorde da temporada do atleta (Season best) | Recorde sul-americano | Recorde sul-americano (South America) | NM                         | Sem marca (No mark)                       |   |                                      |